# Gebäude des Handwerksverbandes in Belgrad
Das Gebäude des Handwerksverbandes befindet sich in Belgrad, in der Hilandarska Straße 2. Es wurde für die Bedürfnisse des Handwerksverbandes gebaut und ist heute ein Kulturdenkmal.

## Geschichte
Das Gebäude des Handwerksverbandes wurde auf dem ehemaligen Anwesen von Jovan Kujundžić gebaut, wo einst sein Wirtshaus Kafana Kod dva bela goluba (Bei den zwei weißen Tauben) stand. Das Gebäude, in dem diese Kafana betrieben wurde, wurde 1841 gebaut und nachdem der Entwurf für den Bau des Gebäudes des Handwerksverbandes angenommen wurde, wurde es abgerissen. Als Zeichen des Andenkens an dieses Gebäude, wurde die
Svetogorska Straße Dva bela goluba (zwei weiße Tauben) für eine lange Zeit genannt.
Im Jahr 1911 gründete der Handwerkerverband den Fonds für den Bau des Gebäudes des Handwerksverbandes und schon im nächsten Jahr wurde das Grundstück für den Bau des Gebäudes gekauft. Nach dem Beispiel anderer Verbandshäuser zielte es darauf ab, alle bisher etablierten Handwerksbetriebe zusammenzubringen. Eine solche Möglichkeit entstand im Jahr 1914 als verschiedene handwerkliche Fonds, Gelder erhielten und den Bau des Gebäudes nach
dem Projekt des Architekten Danijel Vladisavljević aus dem Jahr 1912 begannen. Der Bau des Gebäudes des Handwerksverbandes wurde durch den Krieg unterbrochen, was der Bau bis 1931 verzögert und das Design dem Architekten Bogdan Nestorović anvertraut wurde. Das Gebäude wurde am 1. Mai 1933 fertig gestellt.

## Architektur
Das Gebäude des Handwerksverbandes ist im Geist des späten Modernismus und des Art déco entworfen. Es wurde als ein Eckgebäude mit einem zentralen Trakt mit kreisförmiger Basis und zwei Seitenflügeln entlang der Hilandarska und Svetogorska Straße konzipiert. Die Beziehung des gebogenen zentralen Teils und den graden Seiten wird durch den zweigeschossigen zentralen Turm hervorgehoben. Der massive Winkelteil des Gebäudes wird
durch eine Kolonnade im Erdgeschoss und im letzten Stock erleichtert. Nach dem Wunsch der Familie Kujundžić, die das Grundstück für den Bau dieses Gebäudes verkaufte, befinden sich Figuren von zwei weißen Tauben auf der Fassade des Gebäudes. Der Bildhauer Nikola Lukaček stellte eine skulpturale Gruppe Kovač (Schmied) für die Fassade her, Handwerker mit seinem Gehilfen, repräsentiert in Form eines jungen Mannes und eines Kindes, das Symbol zweier junger Generationen, mit einigen Handwerkzeugen. Hammer, Amboss, Zangen, Schreiner-Zirkel und Scheren. Dort platzierte er zwei weiße Tauben neben dem Amboss. Die Komposition befindet sich oberhalb des Haupteingangs ins Gebäude, im zentralen Bereich des ersten Stockwerks. Elemente des modernen Art décos auf diesem monumentalen Gebäude sind die reinen Kolonnade des Erdgeschosses und prismatische Laternen, horizontal verbundene Öffnungen in den Etagen, gestufte Wandebenen, Entwöhnung Formen von Kränzen und Zacken, platzierte Skulptur auf der Konsole in spezielle Kästen für Skulpturen, die Vertikale des vorderen Endes des Turms, mit der Inschrift "Zanatski dom" (Gebäude des Handwerksverbandes), sowie dekorative horizontale Akzente auf Brüstungen und die Säulen der oberen Etagen des Turms. Dieses Gebäude war eines der monumentalen Gebäude in der Architektur von Belgrad zwischen den beiden Weltkriegen. Die Handwerker nannten es das "Hauptgebäude", und die Zeitgenossen beschreiben den Stil des Gebäudes als "monumental" und "modern". Und auch heute ist es ein markantes Bauwerk der Hauptstadt.
Als das Gebäude des Handwerksverbandes für die Öffentlichkeit öffnete, gab es eine Kafana, ein Restaurant, Büros, Kino "Avala" sowie Hotelzimmer. Seit dem Jahr 1947 befindet sich Radio Belgrad im Gebäude. Das Gebäude und der Innenraum wurden bei dieser Gelegenheit den Bedürfnissen eines Radiosenders angepasst. Die Räume des Restaurants im Erdgeschoss wurden in ein Musik- und Drama-Studio umgewandelt, und in die ehemaligen Hotelzimmer und Büros zieht die Redaktionsabteilung ein.
Aufgrund der besonderen kulturellen, historischen, architektonischen und städtischen Werte wurde das Gebäude des Handwerksverbandes in Belgrad zum Kulturdenkmal erklärt (Beschluss "Amtsblatt von Belgrad Nr. 23/84").